# Minyaspis patens
Minyaspis patens is een rankpootkreeftensoort uit de familie van de Oxynaspididae. De wetenschappelijke naam van de soort is voor het eerst geldig gepubliceerd in 1892 door Aurivillius.